# Universale Economica Feltrinelli dal 2001 al 2100

## Dal n. 2001 al n. 2100
- I 100 precedenti: Universale Economica Feltrinelli dal 1901 al 2000

| Universale Economica Feltrinelli |              | |                                     |
|                                  |              | |                                     |
|                                  | Sezione      | Titolo | Autore                              |
| 2001                             | Saggi        | Il territorio dell'architettura, prefazione di Umberto Eco | Vittorio Gregotti                   |
| 2001 classici                    | Classici     | I Persiani, a cura di Monica Centanni | Eschilo                             |
| 2002                             | Narrativa    | Ricordi di un vicolo cieco | Banana Yoshimoto                    |
| 2002 classici                    | Classici     | Edipo il tiranno, a cura di Tomaso Cavallo, introduzione di Franco Rella | Friedrich Hölderlin                 |
| 2003                             | Narrativa    | La misura del mondo | Daniel Kehlmann                     |
| 2003 classici                    | Classici     | Lettera al padre, postfazione di Georges Bataille, trad. di Claudio Groff | Franz Kafka                         |
| 2004                             | Narrativa    | Testa di cane | Morten Ramsland                     |
| 2004 classici                    | Classici     | Discorso sopra lo stato presente dei costumi degl'italiani, introduzione di Salvatore Veca, a cura di Maurizio Moncagatta                                                      | Giacomo Leopardi                    |
| 2005                             | Memoria      | Autoritratto di un reporter | Ryszard Kapuściński                 |
| 2005 classici                    | Classici     | Bartleby lo scrivano, a cura di Gianni Celati | Herman Melville                     |
| 2006                             | Oriente      | Uscire dall paura: rompere l'identificazione col bambino emozionale | Krishnananda                        |
| 2006 classici                    | Classici     | Bartleby lo scrivano, a cura di Laura Correale, introduzione di Franco Rella                                                                                                   | Sofocle                             |
| 2007                             | Narrativa    | La partenza dei musicanti | Per Olov Enquist                    |
| 2007 classici                    | Classici     | Il dottor Jekyll e Mr. Hyde, introduzione di Mario Trevi, a cura di Barbara Lanati                                                                                             | Robert Louis Stevenson              |
| 2008                             | Narrativa    | Affari di cuore | Nora Ephron                         |
| 2008 classici                    | Classici     | Senilità, introduzione di Daniele Del Giudice | Italo Svevo                         |
| 2009                             | Narrativa    | Le lettere del sabato | Irene Dische                        |
| 2009 classici                    | Classici     | Sonata a Kreutzer | Lev Tolstoj                         |
| 2010                             | Vite Narrate | La stanza degli specchi. Jimi Hendrix: la vita, i sogni, gli incubi | Charles R. Cross                    |
| 2010 classici                    | Classici     | Candido o l'ottimismo, introduzione di Giuseppe Galasso | Voltaire                            |
| 2011                             | Vite Narrate | Chronicles. Volume I | Bob Dylan                           |
| 2011 classici                    | Classici     | Il ritratto di Dorian Gray, prefazione di Aldo Busi, a cura di Benedetta Bini                                                                                                  | Oscar Wilde                         |
| 2012                             | Saggi        | Genitori come gli altri. Omosessualità e genitorialità | Anne Cadoret                        |
| 2012 classici                    | Classici     | Al faro, a cura di Nadia Fusini | Virginia Woolf                      |
| 2013                             | Oriente      | Quando buddha non era ancora il Buddha | Ditte Bandini, Giovanni Bandini     |
| 2013 classici                    | Classici     | Iperione o l'eremita in Grecia, a cura di Giovanni Vittorio Amoretti | Friedrich Hölderlin                 |
| 2014                             | Noir         | L'istinto della caccia | Dashiell Hammett                    |
| 2014 classici                    | Classici     | La morte a Venezia - Tonio Kröger - Tristano, trad. di Enrico Filippini, postfazione di Furio Jesi                                                                             | Thomas Mann                         |
| 2015                             | Narrativa    | Cocaine Nights | J. G. Ballard                       |
| 2015 classici                    | Classici     | L'uomo e la natura, a cura di Mario De Micheli | Leonardo da Vinci                   |
| 2016                             | Narrativa    | D'acque dolci | Fabienne Kanor                      |
| 2016 classici                    | Classici     | De Profundis, introduzione di Jacques Barzun | Oscar Wilde                         |
| 2017                             | Narrativa    | Il ritorno a casa di Enrico Metz | Claudio Piersanti                   |
| 2017 classici                    | Classici     | La città del sole e Scelta d'alcune poesie filosofiche, a cura di Adriano Seroni                                                                                               | Tommaso Campanella                  |
| 2018                             | Narrativa    | Questo libro ti salverà la vita | A. M. Homes                         |
| 2018 classici                    | Classici     | Faust e Urfaust, vol. I, a cura di Giovanni Vittorio Amoretti | Johann Wolfgang von Goethe          |
| 2019                             | Saggi        | La casa di psiche. Dalla psicoanalisi alla pratica filosofica | Umberto Galimberti                  |
| 2019 classici                    | Classici     | Faust e Urfaust, vol. II | Johann Wolfgang von Goethe          |
| 2020                             | Saggi        | Il nuovo conformismo. Troppa psicologia nella vita quotidiana | Frank Furedi                        |
| 2020 classici                    | Classici     | Il libro di Giobbe, introduzione di Mario Trevi | Amos Luzzatto (a cura di)           |
| 2021                             | Noir         | La specialità della casa | Stanley Ellin                       |
| 2021 classici                    | Classici     | Lettere sulla creatività, a cura di Gianlorenzo Pacini | Fëdor Dostoevskij                   |
| 2022                             | Narrativa    | Pancetta | Paolo Nori                          |
| 2022 classici                    | Classici     | La metamorfosi e tutti i racconti pubblicati in vita, a cura di Andreina Lavagetto, introduzione di Klaus Wagenbach                                                            | Franz Kafka                         |
| 2023                             | Saggi        | Antologia. Scritti e lettere, a cura di Chiara Daniele | Antonio Gramsci                     |
| 2023 classici                    | Classici     | Per la pace perpetua, prefazione di Salvatore Veca, con un saggio di Alberto Burgio                                                                                            | Immanuel Kant                       |
| 2024                             | Narrativa    | I barbari | Alessandro Baricco                  |
| 2024 classici                    | Classici     | Padre Sergio | Lev Tolstoj                         |
| 2025                             | Narrativa    | Soldi bruciati | Ricardo Piglia                      |
| 2025 classici                    | Classici     | Sonetti a Orfeo, a cura di Franco Rella | Rainer Maria Rilke                  |
| 2026                             | Narrativa    | La casa grande. Algeria I | Mohammed Dib                        |
| 2026 classici                    | Classici     | Poesie, a cura di Luciana Frezza | Stéphane Mallarmé                   |
| 2027                             | Narrativa    | Ghiaccio-nove | Kurt Vonnegut                       |
| 2027 classici                    | Classici     | Tom Jones, 2 voll., introduzione di William Empson | Henry Fielding                      |
| 2028                             | Narrativa    | Ex cattedra e altre storie di scuola | Domenico Starnone                   |
| 2028 classici                    | Classici     | I fiori del male - I relitti - Supplemento ai Fiori del male, a cura di Luigi de Nardis, introduzione di Erich Auerbach                                                        | Charles Baudelaire                  |
| 2029                             | Saggi        | Le intermittenze del cuore | Eugenio Borgna                      |
| 2029 classici                    | Classici     | Il Principe, a cura di Ugo Dotti, con uno scritto di Georg Wilhelm Friedrich Hegel                                                                                             | Niccolò Machiavelli                 |
| 2030                             | Saggi        | Nell'intimo delle madri | Sophie Marinopoulos                 |
| 2030 classici                    | Classici     | Apocalisse di Giovanni, prefazione di Andrea Tagliapietra | Massimo Bontempelli (a cura di)     |
| 2031                             | Oriente      | Lipika | Rabindranath Tagore                 |
| 2031 classici                    | Classici     | Racconti fantastici russi | Gario Zappi (a cura di)             |
| 2032                             | Traveller    | La Mosca della Rivoluzione | Manuel Vázquez Montalbán            |
| 2032 classici                    | Classici     | Lo spleen di Parigi | Charles Baudelaire                  |
| 2033                             | Vite Narrate | Il re del mondo | David Remnick                       |
| 2033 classici                    | Classici     | Antonio e Cleopatra, a cura di Agostino Lombardo | William Shakespeare                 |
| 2034                             | Saggi        | Quindici: una rivista e il Sessantotto | Nanni Balestrini (a cura di)        |
| 2034 classici                    | Classici     | Fiabe | August Strindberg                   |
| 2035                             | Narrativa    | Ho voglia di te | Federico Moccia                     |
| 2035 classici                    | Classici     | Novelle, a cura di Francesco Spera, introduzione di Vincenzo Consolo | Giovanni Verga                      |
| 2036                             | Narrativa    | Inés dell'anima mia | Isabel Allende                      |
| 2036 classici                    | Classici     | Il Saggiatore, a cura di Libero Sosio, prefazione di Giulio Giorello | Galileo Galilei                     |
| 2037                             | Narrativa    | Gatti molto speciali | Doris Lessing                       |
| 2037 classici                    | Classici     | Il fanciullino, a cura di Giorgio Agamben | Giovanni Pascoli                    |
| 2038                             | Narrativa    | Come mi viene | Francesco Renga                     |
| 2038 classici                    | Classici     | Il mercante di Venezia, a cura di Agostino Lombardo | William Shakespeare                 |
| 2039                             | Narrativa    | Sabotaggio olimpico | Manuel Vázquez Montalbán            |
| 2039 classici                    | Classici     | Peter Pan | James M. Barrie                     |
| 2040                             | Narrativa    | Storia della mia calvizie | Marek van der Jagt                  |
| 2040 classici                    | Classici     | I ragazzi della via Pál, introduzione di Michele Serra | Ferenc Molnár                       |
| 2041                             | Narrativa    | Giallo su giallo | Gianni Mura                         |
| 2041 classici                    | Classici     | Il cappotto, trad. di Clemente Rebora | Nikolaj Vasil'evič Gogol'           |
| 2042                             | Narrativa    | Mastruzzi indaga. Piccole storie di civilissimi bolognesi nella Bologna incivile e imbarbarita                                                                                 | Pino Cacucci                        |
| 2042 classici                    | Classici     | Rime, a cura di Marco Cerruti | Ugo Foscolo                         |
| 2043                             | Narrativa    | L'incendio. Algeria II | Mohammed Dib                        |
| 2043 classici                    | Classici     | Origine della disuguaglianza, a cura di Giulio Preti | Jean-Jacques Rousseau               |
| 2044                             | Narrativa    | Il telaio. Algeria III | Mohammed Dib                        |
| 2044 classici                    | Classici     | Le tre ghinee, introduzione di Luisa Muraro | Virginia Woolf                      |
| 2045                             | Narrativa    | Semplici storie | Ingo Schulze                        |
| 2045 classici                    | Classici     | Operette morali, introduzione di Antonio Prete | Giacomo Leopardi                    |
| 2046                             | Narrativa    | Perché i pesci non affoghino | Amy Tan                             |
| 2046 classici                    | Classici     | Il cantar dell'amor trionfante e altri racconti, a cura di Francesca Gori, introduzione di Stefano Garzonio                                                                    | Ivan Turgenev                       |
| 2047                             | Narrativa    | C'era una volta l'amore ma ho dovuto ammazzarlo | Efraim Medina Reyes                 |
| 2047 classici                    | Classici     | L'educazione sentimentale, introduzione di Stefano Agosti | Gustave Flaubert                    |
| 2048                             | Narrativa    | Avventure agrodolci | Anthony Bourdain                    |
| 2048 classici                    | Classici     | Benito Cereno, a cura di Roberto Mussapi | Herman Melville                     |
| 2049                             | Oriente      | L'avventura della verità | Osho                                |
| 2049 classici                    | Classici     | La marchesa di O... - Michael Kohlhaas, introduzione di Dacia Maraini | Heinrich von Kleist                 |
| 2050                             | Narrativa    | Il paradiso del diavolo | J. G. Ballard                       |
| 2050 classici                    | Classici     | Storia della colonna infame, introduzione di Maurizio Cucchi | Alessandro Manzoni                  |
| 2051                             | Noir         | La città che scotta | William P. McGivern                 |
| 2051 classici                    | Classici     | Il diavolo nella bottiglia e altri racconti | Robert Louis Stevenson              |
| 2052                             | Noir         | Inutile prudenza | James Hadley Chase                  |
| 2052 classici                    | Classici     | Favole esopiche tradotte da Concetto Marchesi, introduzione di Giorgio Celli                                                                                                   | Esopo                               |
| 2053                             | Saggi        | La solitudine del cittadino globale, prefazione di Alessandro Dal Lago | Zygmunt Bauman                      |
| 2053 classici                    | Classici     | I sonetti, a cura di Gabriele Baldini | William Shakespeare                 |
| 2054                             | Saggi        | Wittgenstein. Una guida | Luigi Perissinotto                  |
| 2054 classici                    | Classici     | Lettere sulla poesia, a cura di Nadia Fusini | John Keats                          |
| 2055                             | Saggi        | L'inclusione dell'altro | Jürgen Habermas                     |
| 2055 classici                    | Classici     | Canzoniere, commento di Giacomo Leopardi, con il Saggio sopra la poesia del Petrarca di Ugo Foscolo, a cura di Ugo Dotti                                                       | Francesco Petrarca                  |
| 2056                             | Narrativa    | Seta | Alessandro Baricco                  |
| 2056 classici                    | Classici     | Poesie, a cura di Pietro Zveteremich | Marina Ivanovna Cvetaeva            |
| 2057                             | Noir         | La bottega degli errori | Douglas Lindsay                     |
| 2057 classici                    | Classici     | Cuore, introduzione di Domenico Starnone | Edmondo De Amicis                   |
| 2058                             | Memoria      | America Latina. Il risveglio di un continente | Ernesto Che Guevara                 |
| 2058 classici                    | Classici     | Opere, a cura di Ivos Margoni | Arthur Rimbaud                      |
| 2059                             | Memoria      | Leggere Che Guevara, a cura di David Deutschmann | Ernesto Che Guevara                 |
| 2059 classici                    | Classici     | Robinson Crusoe, a cura di Alberto Cavallari | Daniel Defoe                        |
| 2060                             | Saggi        | Disegno industriale: un riesame | Tomás Maldonado                     |
| 2060 classici                    | Classici     | Note invernali su impressioni estive | Fëdor Dostoevskij                   |
| 2061                             | Saggi        | Cittadinanza. Riflessioni filosofiche sull'idea di emancipazione | Salvatore Veca                      |
| 2061 classici                    | Classici     | Le Baccanti, introduzione di Franco Rella, a cura di Laura Correale | Euripide                            |
| 2062                             | Saggi        | Adolescenze estreme. I perché dei ragazzi che uccidono | Mauro Grimoldi                      |
| 2062 classici                    | Classici     | I dolori del giovane Werther, a cura di Paola Capriolo | Johann Wolfgang von Goethe          |
| 2063                             | Oriente      | La saggezza dell'Islam | Annemarie Schimmel (a cura di)      |
| 2063 classici                    | Classici     | Il teatro della seduzione (Il bugiardo - La locandiera - Il servitore di due padroni), a cura di Alessandro Zaniol, postfazione di Ferruccio Soleri                            | Carlo Goldoni                       |
| 2064                             | Vite Narrate | Gandhi | Christine Jordis                    |
| 2064 classici                    | Classici     | La Certosa di Parma, a cura di Gianni Celati | Stendhal                            |
| 2065                             | Narrativa    | Le canzoni di, a cura di Maurizio Bettelli | Woody Guthrie                       |
| 2065 classici                    | Classici     | I Malavoglia, a cura di Enrico Ghidetti, introduzione di Edoardo Sanguineti | Giovanni Verga                      |
| 2066                             | Saggi        | La questione settentrionale. Economia e società in trasformazione | Giuseppe Berta (a cura di)          |
| 2066 classici                    | Classici     | La signora Dalloway, a cura di Nadia Fusini | Virginia Woolf                      |
| 2067                             | Narrativa    | Amleto, Alice e la Traviata | Lella Costa                         |
| 2067 classici                    | Classici     | Lazarillo de Tormes, introduzione di Manuel Vázquez Montalbán |                                     |
| 2068                             | Narrativa    | Gli orrori dei ghiacci e delle tenebre | Christoph Ransmayr                  |
| 2068 classici                    | Classici     | I racconti di Mamma Oca: le favole di Perrault seguite da favole di Madame d'Aulnoy e di Madame Leprince de Beaumont, trad. di Carlo Collodi, introduzione di Bruno Bettelheim | Fernando Tempesti (a cura di)       |
| 2069                             | Narrativa    | L'amore dura tre anni | Frédéric Beigbeder                  |
| 2069 classici                    | Classici     | Il diario di Eva, a cura di Barbara Lanati | Mark Twain                          |
| 2070                             | Saggi        | Stare al mondo. Escursioni nel tempo presente | Salvatore Natoli                    |
| 2070 classici                    | Classici     | Alice nel Paese delle Meraviglie, trad. di Aldo Busi | Lewis Carroll                       |
| 2071                             | Saggi        | Multiculturalismo | Jürgen Habermas, Charles Taylor     |
| 2071 classici                    | Classici     | Pinocchio, a cura di Fernando Tempesti | Carlo Collodi                       |
| 2072                             | Oriente      | Fiducia e sfiducia | Krishnananda Amana                  |
| 2072 classici                    | Classici     | Vita Nuova | Dante Alighieri                     |
| 2073                             | Noir         | A nozze col delitto | Lucia Tilde Ingrosso                |
| 2073 classici                    | Classici     | Dell'origine, a cura di Angelo Tonelli | Eraclito                            |
| 2074                             | Narrativa    | Senza sangue | Alessandro Baricco                  |
| 2074 classici                    | Classici     | Effi Briest, introduzione di Giorgio Pressburger, a cura di Enrico Ganni | Theodor Fontane                     |
| 2075                             | Narrativa    | Vivere! | Hua Yu                              |
| 2075 classici                    | Classici     | Poesie della torre, trad. di Gianni Celati | Friedrich Hölderlin                 |
| 2076                             | Narrativa    | Per il resto del viaggio ho sparato agli indiani | Fabio Geda                          |
| 2076 classici                    | Classici     | Canti, a cura di Ugo Dotti | Giacomo Leopardi                    |
| 2077                             | Varia        | La poesia salva la vita | Donatella Bisutti                   |
| 2077 classici                    | Classici     | Sul matrimonio - Brindisi a Katia, introduzione di Anna Maria Carpi | Thomas Mann                         |
| 2078                             | Narrativa    | Il tamburo di latta | Günter Grass                        |
| 2078 classici                    | Classici     | Trilogia: Sei personaggi in cerca d'autore - Ciascuno a suo modo - Questa sera si recita a soggetto, introduzione di Gianni Riotta, a cura di Giovanna Tomasello               | Luigi Pirandello                    |
| 2079                             | Narrativa    | Boccamurata | Simonetta Agnello Hornby            |
| 2079 classici                    | Classici     | Uno, nessuno e centomila, introduzione di Remo Bodei, a cura di Ugo M. Olivieri                                                                                                | Luigi Pirandello                    |
| 2080                             | Narrativa    | Ma le stelle quante sono | Giulia Carcasi                      |
| 2080 classici                    | Classici     | Poesie, introduzione di Luigi de Nardis | Marcel Proust                       |
| 2081                             | Saggi        | Next: piccolo libro sulla globalizzazione e sul mondo che verrà | Alessandro Baricco                  |
| 2081 classici                    | Classici     | Fedra, introduzione di Marguerite Yourcenar | Jean Racine                         |
| 2082                             | Varia        | L'amore è un dio. Il sesso e la polis | Eva Cantarella                      |
| 2082 classici                    | Classici     | La dodicesima notte, a cura di Agostino Lombardo | William Shakespeare                 |
| 2083                             | Narrativa    | Incendi | Richard Ford                        |
| 2083 classici                    | Classici     | La coscienza di Zeno, introduzione di Franco Marcoaldi | Italo Svevo                         |
| 2084                             | Narrativa    | Tu più di chiunque altro | Miranda July                        |
| 2084 classici                    | Classici     | Il giornalino di Gian Burrasca, prefazione di Roberto "Freak" Antoni, a cura di Fernando Tempesti                                                                              | Vamba                               |
| 2085                             | Narrativa    | Una notte al club | Christian Gailly                    |
| 2085 classici                    | Classici     | Pensieri, a cura di Antonio Prete | Giacomo Leopardi                    |
| 2086                             | Traveller    | La tazzina del diavolo. Viaggio intorno al mondo sulle vie del caffè | Stewart Lee Allen                   |
| 2086 classici                    | Classici     | Il silenzio delle sirene. Scritti e frammenti postumi (1917-1924), introduzione di Gustaw Herling, trad. di Andreina Lavagetto                                                 | Franz Kafka                         |
| 2087                             | Narrativa    | La Lunga Marcia. A piedi verso la Cina | Bernard Ollivier                    |
| 2087 classici                    | Classici     | Il fu Mattia Pascal, introduzione di Silvio Perrella, a cura di Antonio Gagliardi                                                                                              | Luigi Pirandello                    |
| 2088                             | Saggi        | L'altro | Ryszard Kapuściński                 |
| 2088 classici                    | Classici     | Romeo e Giulietta, a cura di Agostino Lombardo | William Shakespeare                 |
| 2089                             | Saggi        | Bisogna difendere la società. Corso al Collège de France 1976 | Michel Foucault                     |
| 2089 classici                    | Classici     | Sull'Apocalisse, a cura di Andrea Tagliapietra | Gioacchino da Fiore                 |
| 2090                             | Saggi        | Destini personali | Remo Bodei                          |
| 2090 classici                    | Classici     | La via dell'uomo: ricette di saggezza per la vita quotidiana, a cura di Piero Corradini                                                                                        | Confucius                           |
| 2091                             | Saggi        | Il dominio maschile | Pierre Bourdieu                     |
| 2091 classici                    | Classici     | La ballata del vecchio marinaio | Samuel Taylor Coleridge             |
| 2092                             | Saggi        | Eccomi! Tu chi sei? | Jesper Juul                         |
| 2092 classici                    | Classici     | Con gli occhi chiusi - Ricordi di un impiegato, prefazione di Gianni Celati, a cura di Ottavio Cecchi                                                                          | Federigo Tozzi                      |
| 2093                             | Saggi        | Il libro per i genitori sul bullismo | William Voors                       |
| 2093 classici                    | Classici     | Esodo / Nomi | Erri De Luca (a cura di)            |
| 2094                             | Vite Narrate | Caro Bogart. Una biografia | Jonathan Coe                        |
| 2094 classici                    | Classici     | Sul tragico, a cura di Remo Bodei | Friedrich Hölderlin                 |
| 2095                             | Vite Narrate | Memorie estorte a uno smemorato. Vita di Gillo Pontecorvo | Irene Bignardi                      |
| 2095 classici                    | Classici     | Fedone o Sull'Anima, a cura di Andrea Tagliapietra, saggio critico di Elisa Tetamo                                                                                             | Platone                             |
| 2096                             | Vite Narrate | Dino | Tullio Kezich, Alessandra Levantesi |
| 2096 classici                    | Classici     | Teeteto o Sulla Scienza, saggio critico di Davide Spanio, introduzione di Salvatore Natoli                                                                                     | Platone                             |
| 2097                             | Oriente      | La saggezza dello yoga | Stephen Cope                        |
| 2097 classici                    | Classici     | Madame Bovary, introduzione di Roberto Speziale-Bagliacca | Gustave Flaubert                    |
| 2098                             | Oriente      | Lo Zen nell'arte del tirare di spada | Reinhard Kammer                     |
| 2098 classici                    | Classici     | Padrone e cane e altri racconti, introduzione di Roberto Fertonani | Thomas Mann                         |
| 2099                             | Oriente      | Cogli l'attimo: metodi, esercizi, testi e stratagemmi per ritrovare l'armonia dentro di sé                                                                                     | Osho                                |
| 2099 classici                    | Classici     | Come si diventa ciò che si è. Ecce Homo e altri scritti autobiografici, a cura di Claudio Pozzoli                                                                              | Friedrich Nietzsche                 |
| 2100                             | Noir         | Il gioco della Tarantola | John T. Parker                      |
| 2100 classici                    | Classici     | Ultime lettere di Jacopo Ortis, a cura di Pierantonio Frare, introduzione di Domenico Starnone                                                                                 | Ugo Foscolo                         |

- I 100 successivi: Universale Economica Feltrinelli dal 2101 al 2200